# Jóhann Hjartarson
En aquest nom islandès, el darrer nom és un patronímic, no pas un cognom. La manera de referir-se a aquesta persona és pel nom de pila.
Jóhann Hjartarson (Reykjavík, 8 de febrer de 1963) és un jugador d'escacs islandès, que té el títol de Gran Mestre des de 1985.
A la llista d'Elo de la FIDE del gener de 2022, hi tenia un Elo de 2470 punts, cosa que en feia el jugador número 5 (en actiu) d'Islàndia. El seu màxim Elo va ser de 2640 punts, a la llista de juliol de 2003 (posició 53 al rànquing mundial).

## Resultats destacats en competició
Hjartarson ha guanyat cinc cops el campionat d'Islàndia, els anys 1980, 1984, 1994, 1995 i 1997.
Entre els seus millors resultats en torneigs internacionals hi ha un quart lloc ex aequo a Reykjavík 1988 (5 victòries, 3 derrotes, 9 taules), un tercer lloc ex aequo a Tilburg 1988 (+3 −3 =8) i un sisè lloc a Belgrad 1989 (+2 −2 =7).
El 1987 va empatar al primer lloc al torneig Interzonal de Szirak, a Hongria i es va classificar pel torneig de Candidats de 1988, dins el cicle pel campionat del món d'escacs de 1990. Va aconseguir derrotar Víktor Kortxnoi, però va perdre contra Anatoli Kàrpov als quarts de final. El 1991 empatà al primer lloc amb altres tres jugadors al World Open de Filadèlfia amb 7½/9 punts; el campió al desempat fou Gata Kamsky).
Tot i que no ha jugat massa escacs de competició en els darrers anys, perquè ha preferit dedicar-se a la seva carrera en el món del Dret, continua essent un dels millors jugadors islandesos.